# Eurychilopteroides
Eurychilopteroides is een geslacht van wantsen uit de familie van de Miridae (Blindwantsen). Het geslacht werd voor het eerst wetenschappelijk beschreven door Stonedahl in 1997.

## Soorten
Het genus bevat de volgende soort:

- Eurychilopteroides mexicanus Stonedahl et al., 1997